# George Beauchamp Knowles
George Beauchamp Knowles (1790-1862) est un botaniste britannique, professeur à l'école royale de médecine de Birmingham qui travaille en étroite collaboration avec Frederic Westcott sur la taxonomie des orchidées.
Il est membre de la Botanical Society of London.

## Publications
- The floral cabinet and magazine of exotic botany